# فرناند ريفرز
فرناند ريفرز (بالفرنسية: Fernand Rivers)‏ هو كاتب سيناريو ومخرج وممثل فرنسي، ولد في 6 سبتمبر 1879 في فرنسا، وتوفي في 17 أغسطس 1960 بنيس في فرنسا.

## وصلات خارجية
- فرناند ريفرز على موقع IMDb (الإنجليزية)
- فرناند ريفرز على موقع ألو سيني (الفرنسية)
- فرناند ريفرز على موقع أول موفي (الإنجليزية)
- فرناند ريفرز على موقع قاعدة بيانات الأفلام السويدية (السويدية)
- فرناند ريفرز على موقع قاعدة بيانات الفيلم (الإنجليزية)
- فرناند ريفرز على موقع كينوبويسك (الروسية)